# Попов Дмитро Антонович
Попов Дмитро Антонович; кол. нар. деп. України.
Н. 07.02.1943 (с. Колісне, Саратський р-н, Одес. обл.); болгарин; батько Антон Васильович (1921—1989); мати Марія Дмитрівна (1920) — пенс.; дружина Валентина Іванівна (1946) — інспектор відділу кадрів дослідного госп., Одес. с.-г. дослідна станція; син Олександр (1968) — інж., Іллічівське муніципальне пароплавство.
Освіта: заочна ВПШ при ЦК КПУ (м. Одеса, 1974); Одес. ін-т нар. госп. (1978), економіст, «Економіка і планування».
Народний депутат України 2-го склик. з 04.1994 (2-й тур) до 04.1998, Біляївський виб. окр. № 308, Одес. обл., висун. СелПУ. Голова підкомітету у зв'язках з агропромисловим комплексом Комітету з питань базових галузей та соціально-економічного розвитку регіонів. Член групи «Відродження та розвиток агропром. комплексу України» (до цього — член групи «Аграрники України»). На час виборів: Біляївська райдержадмін., Пред. Президента України в районі.
- 09.1961-10.1966 — учитель трудового виховання Колісненської 8-річної школи Саратського району.
- 10.1966-09.1967 — слухач, респ. школа ревізорів, місто Новомосковськ Дніпропетровської області.
- 09.1967-08.1972 — інструктор оргвідділу Саратського райкому КПУ.
- 08.1972-06.1973 — заступник директор, 06.1973-03.1974 — в.о. завідувача відділу науково-технічної інформації, 03.1974-01.1975 — заступник директора, 01.1975-07.1976 — секретар парткому Одеської сільськогосподарської дослідна станція.
- 07.1976-03.1977 — директор радгосп «Біляївський» Біляївського району.
- 03.1977-10.1985 — директор радгосп «Дружба» Біляївського району.
- 10.1985-10.1987 — бригадир рільничо-тракторної бригади, 10.1987-03.1989 — заступник голови, голова колгосп імені Кірова Біляївського району.
- 03.1989-04.1992 — директор радгоспу «Дружба» Біляївського району.
- 04.1992-09.1994 — Представник Президента України в Біляївському районі.
- 07.1996-04.2003 — голова Біляївської райдержадміністрації.

Заслужений працівник сільського господарства України (11.1997). Почесна грамота Кабінету Міністрів України (10.2001).
Державний службовець 3-го рангу (09.2000).
Володіє болгарською, французькою мовами.
Захоплення: садівництво, городництво, історія народів, спілкування.

## Джерело
- Довідка